# Angelica adzharica
Angelica adzharica е вид растение от семейство Сенникови (Apiaceae). Видът е застрашен от изчезване.

## Разпространение
Разпространен е в Джорджия.